# Jég

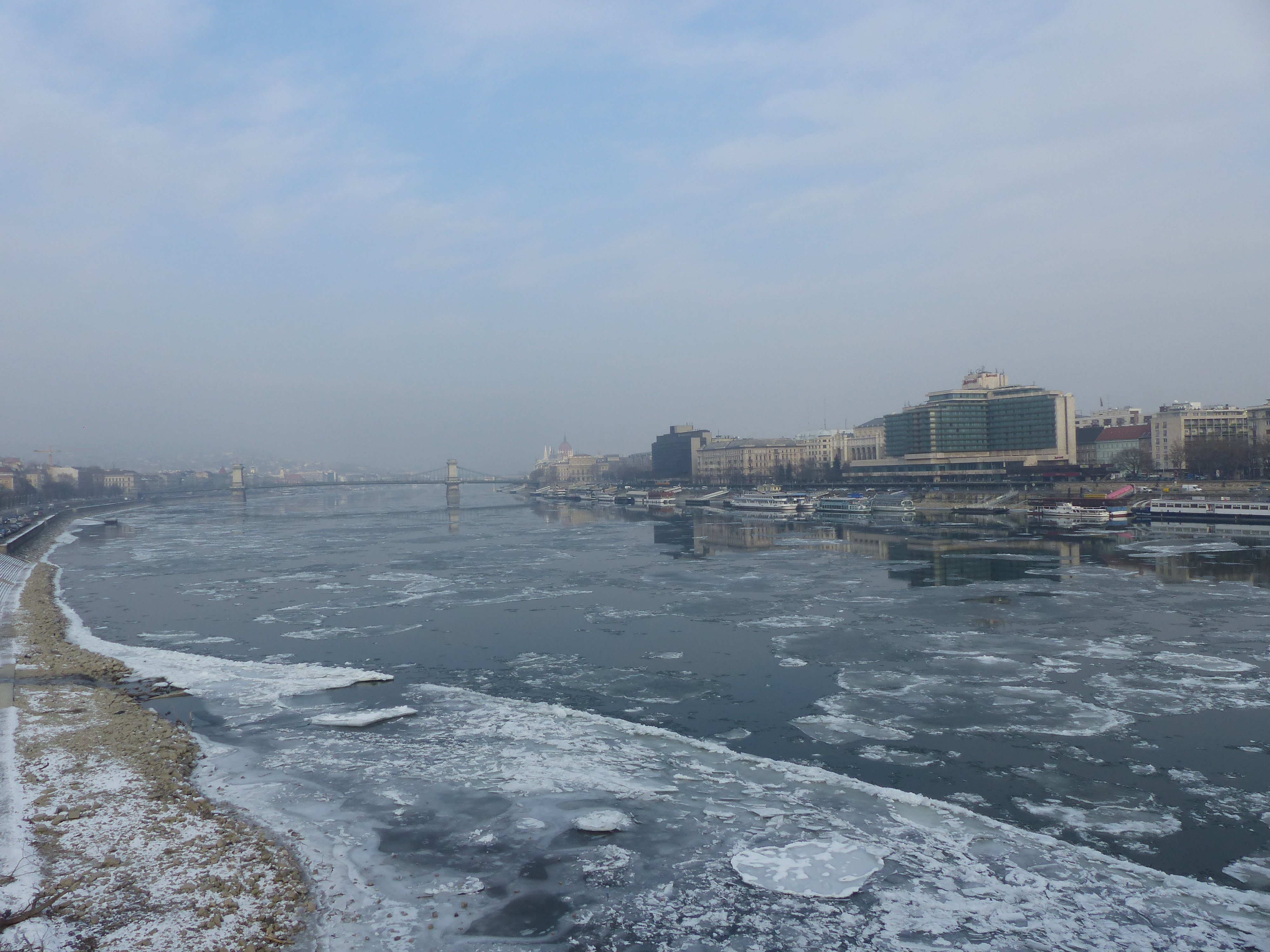
Jégzajlás

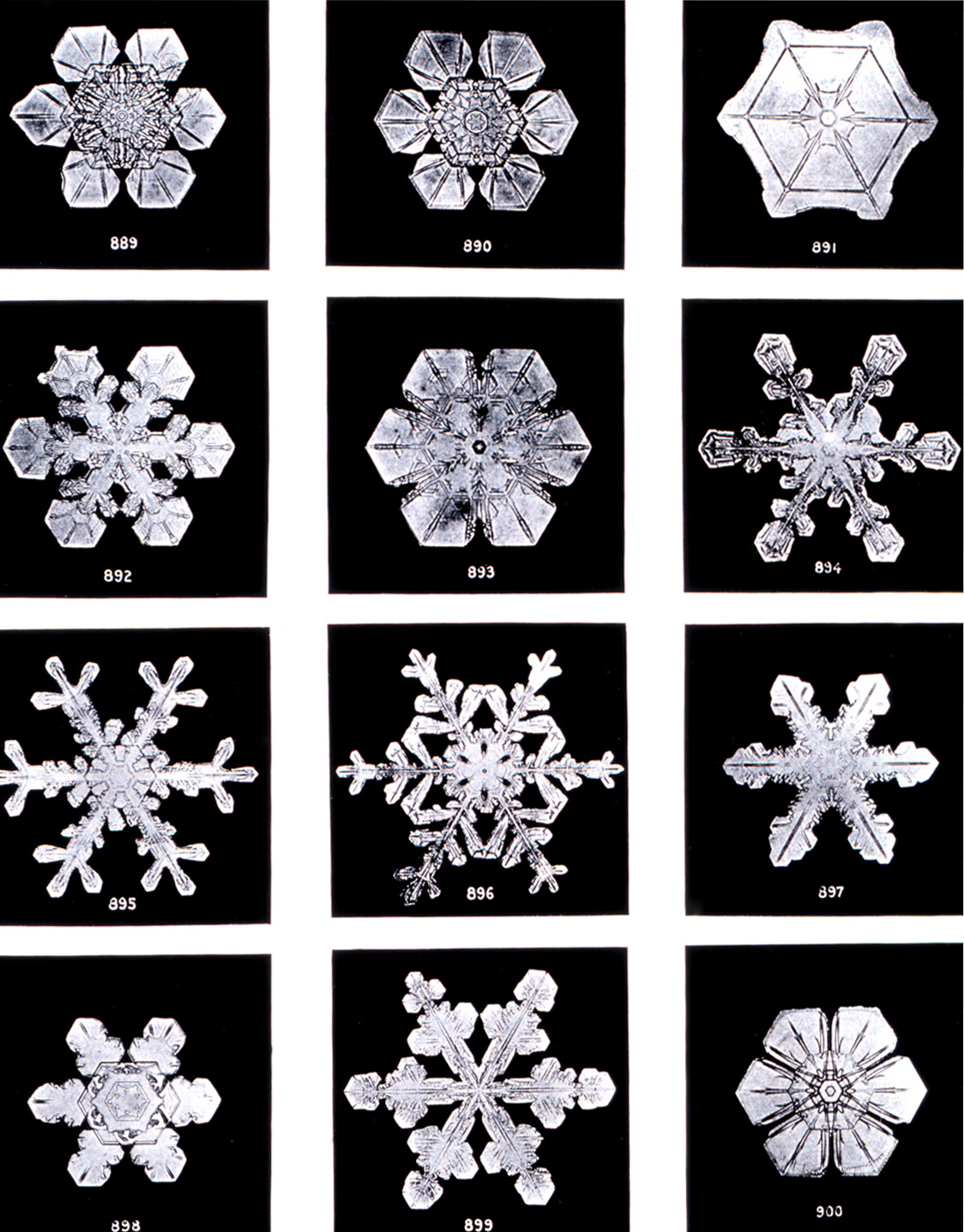
Hópelyhek (Wilson Bentley), 1902

A jég a víz szilárd fázisának neve. A köznyelvben általában a hatszögletű kristályokból álló formát értik alatta (ez −200 °C-ig, illetve 0,2 GPa nyomásig stabil). A közönséges jégben a vízmolekulák rendezetlen állapotban vannak. A víz standard légköri nyomáson 0 °C-on fagy meg. Jég természetes környezetben nagy mennyiségben az Antarktiszon, Grönlandon, Izlandon és a magashegységekben található. A kristályszerkezet a nyomás és hőmérséklet függvényében legalább 12 különböző változat lehet.
A jég bizonyos téli sportok alapfeltétele. Ilyenek például a műkorcsolya, gyorskorcsolya, jégkorong (hoki), jégvitorlázás, jégszörf.

## A jég általánosított értelme
Ma már jégnek (többes számban jegeknek) nevezzük az illékony anyagoknak a szilárd halmazállapotú változatait is. Legismertebb ilyen jegek a metánjég és az ammóniajég, melyek a Naptól távol, a külső Naprendszerben nagy mennyiségben váltak ki a szoláris ködből. A létrejött jég kisebb testekbe, majd kis égitestekbe halmozódott. A külső bolygók holdjai jelentős részben e jegekből állnak, melyek között a vízjég a legfontosabb, de az ammóniajég és a metánjég is számottevő mennyiségű.

## Jégtakaró
A jég jelenleg a földfelszín mintegy 3-3,2%-át, azaz körülbelül 16 millió km²-nyi területét borítja be. Földtörténeti időszakban elhelyezve nagyjából 2 millió évvel ezelőtt keletkezett, a Negyedidőszak elején. Ekkor általános lehűlés volt, a mindennapokban is ismert Jégkorszak (=Pleisztocén kor). Oka: csillagászati okok, a Föld pályaelemeinek változásának hatására az éghajlat is megváltozott-> enyhébb telek és hűvösebb nyarak az egész Földön. A télen esett hó nem olvadt el nyáron, felhalmozódott, jég lett belőle.
A Föld jégsapkáinak kiterjedése:
Déli félgömb: csak az Antarktisz területén
Északi félgömb:
- Észak-Európa -> déli határa: London–Köln–Krakkó–Kijev vonal (kb. északi szélesség 50°)
- Észak-Amerika -> déli határa: New York–St.Louis–Denver vonal (kb. északi szélesség 40°)
- Ázsiában a száraz éghajlat miatt nem volt jelentős mennyiségű hó -> kevés jég

A jégsapka határának eltérésének oka:
- Észak-Amerika É-D irányban nyitottabb, nincs jelentős hegyvonulat, ami meggátolja a jég lejutását -> Délebbre jutott a jég
- Európa nem nyitott -> Az Alpok, Kárpátok K-Ny irányba húzódó vonulatai megállították a jeget.

A jégtakaróhoz közeli területek hidegek és szelesek voltak, ezek más néven a periglaciális területek. (pl. Magyarország is ide tartozott.)
A jégtakaró legnagyobb kiterjedése kb. 200 ezer éve volt, ekkor nagysága elérte a 47-50 millió km²-t. Átlagos vastagsága kb. 2-3 ezer méter volt.
A jégkorszak folyamán felváltva követték egymást a hideg (=glaciális) és a kevésbé hideg (=interglaciális) időszakok. Mindkettőből kb. 6 darab volt.
Az utolsó glaciális időszak nagyjából 10 ezer éve ért véget, ami a jégkorszak végét is jelentette. Innentől számítjuk a jelenkor (= holocén kor) kezdetét.

## A jégzajlás
A jégzajlás tél végén, tavasz elején, folyókon előforduló jelenség, amelynek során a folyó sodrása úszó jégdarabokat, jégtáblákat sodor magával az olvadás következtében. A jégzajlás komoly károkat okozhat.

## Képek

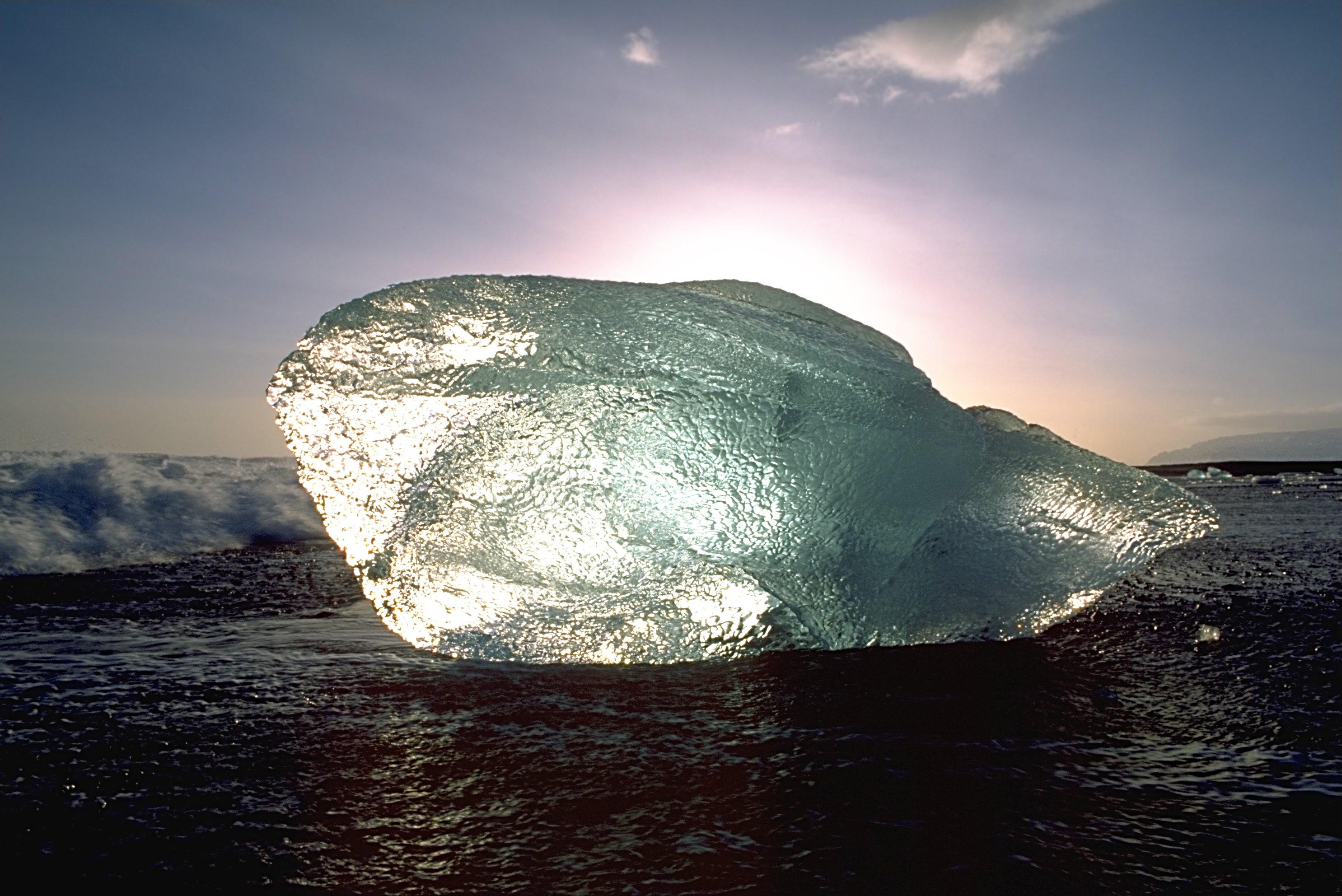
4 tonnás jégdarab
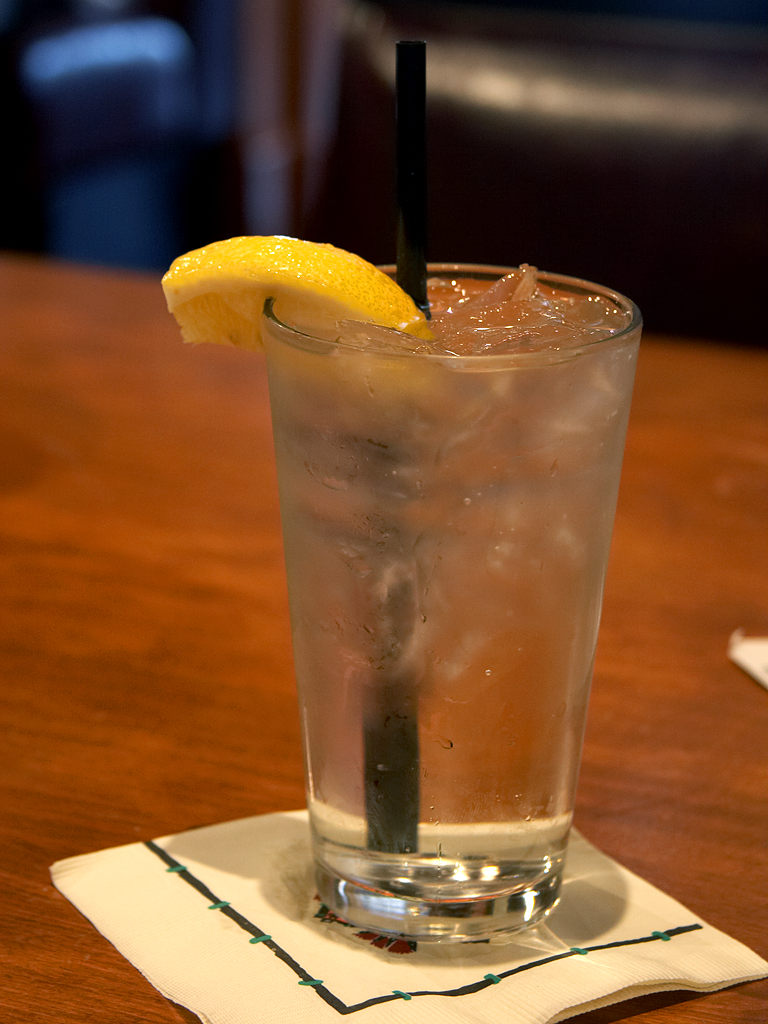
Jeges ital
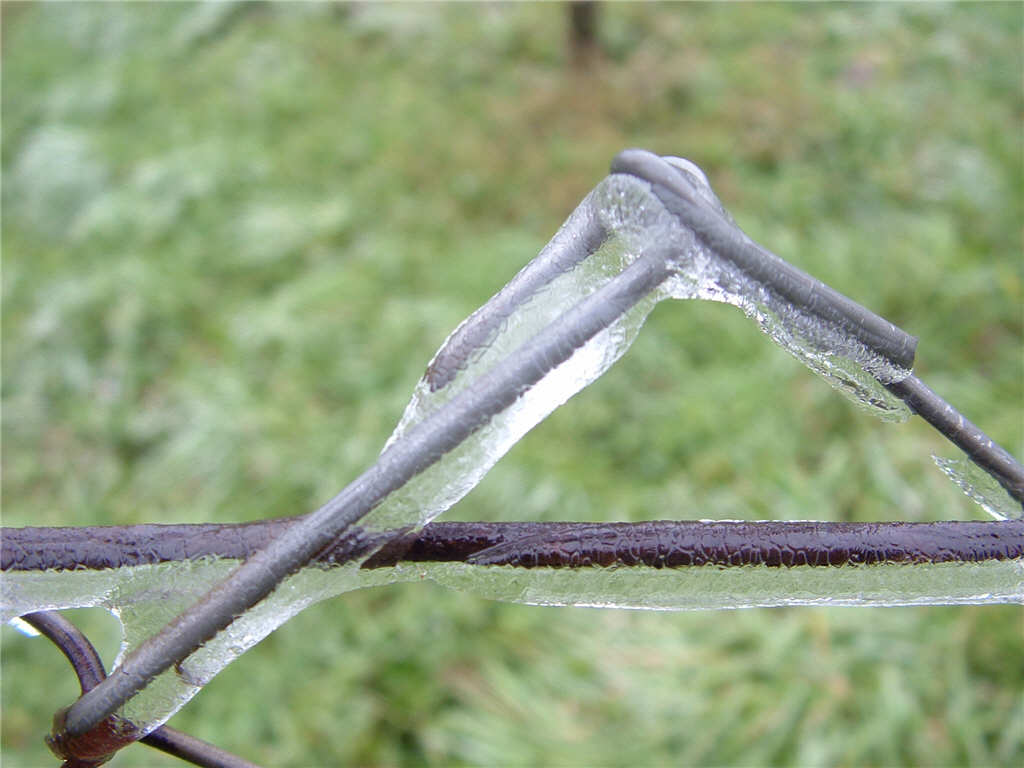
Kerítésre fagyott jégcsap
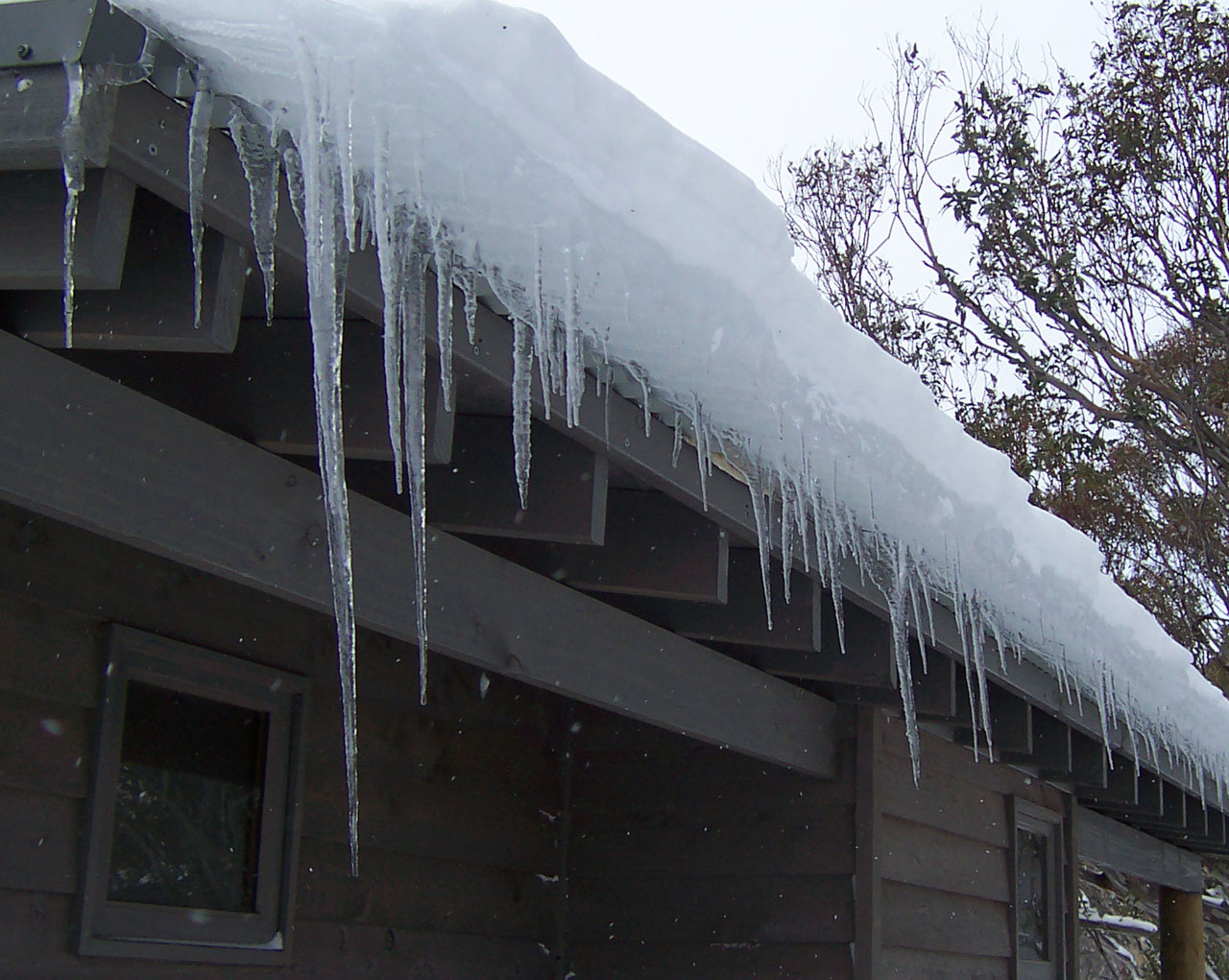
Jégcsapok
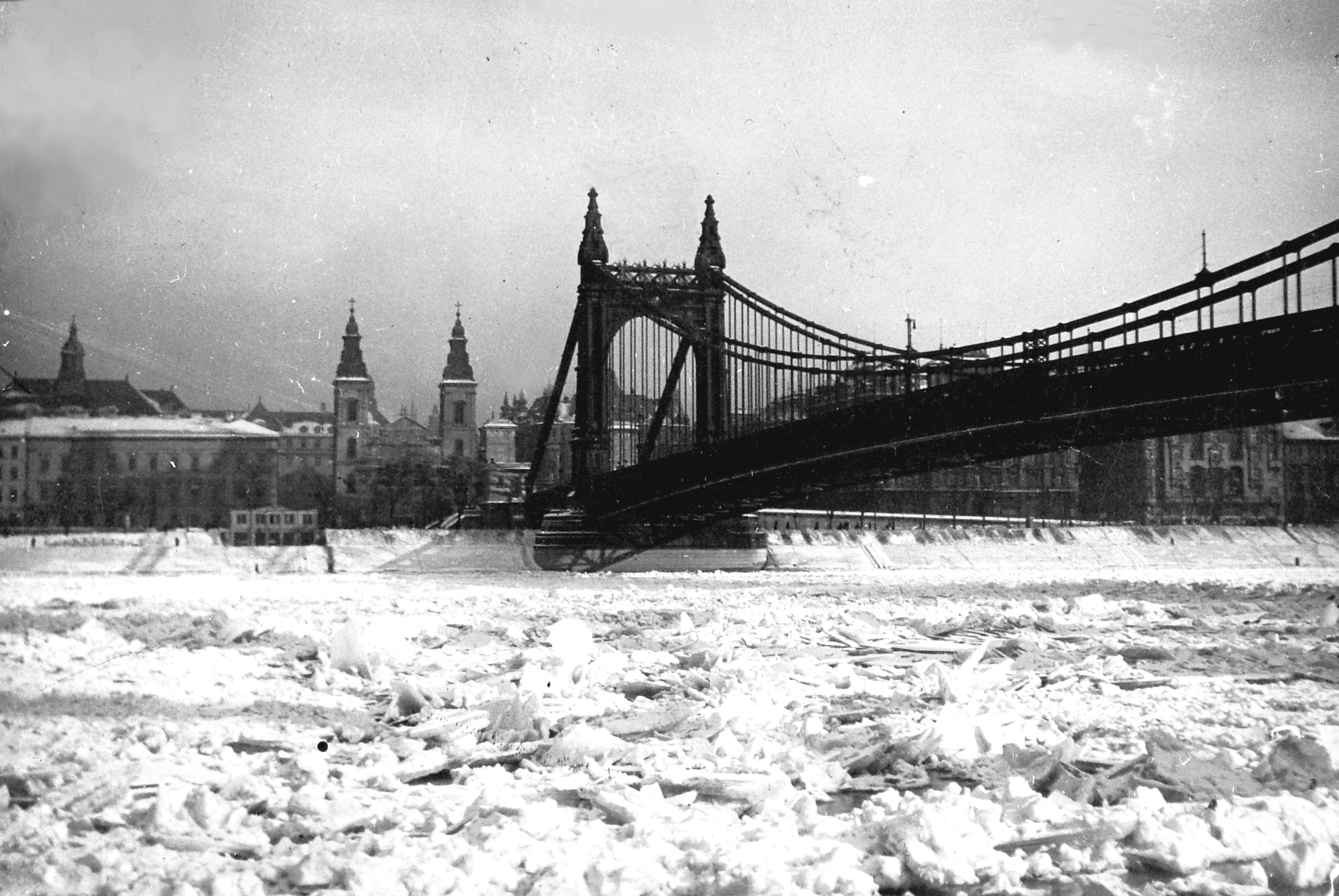
Jégzajlás a Dunán (Budapest, Erzsébet híd, 1941)